# James Wilson Marshall
James Wilson Marshall (Hopewell Township, 8 ottobre 1810 – Kelsey, 10 agosto 1885) è stato il carpentiere statunitense che scoprì l'oro nel fiume American in California il 24 gennaio 1848, dando il via alla corsa all'oro californiana.
La segheria in cui lavorava era di proprietà di Johan (John) Sutter, il quale assunse Marshall per la costruzione della propria segheria. La febbre dell'oro distolse l'attenzione di tutti dalla segheria che alla fine andò in rovina e non fu mai utilizzata. Né Marshall né Sutter trassero profitto della scoperta dell'oro.

## Biografia
James Wilson Marshall, di origine inglese, nacque da Philip Marshall e Sarah Wilson (sposatisi nel 1808) in una casa di Hopewell Township, New Jersey (allora parte della contea di Hunterdon, oggi nella contea di Mercer) l'8 ottobre 1810. La loro casa era nota come Round Mountain Farm ed è tuttora conosciuta come Marshall's Corner. Fu il primo di quattro figli, nonché l'unico maschio. Nel 1816 la famiglia Marshall si trasferì nella vicina Lambertville, dove Philip costruì una casa con circa 2 ettari di terreno.
James lasciò il New Jersey nel 1834 dirigendosi ad ovest. Dopo aver vissuto in Indiana ed in Illinois si insediò in Missouri (in un'area creata col Platte Purchase) nel 1844 ed iniziò a coltivare la terra lungo il fiume Missouri. Fu qui che contrasse la malaria, malattia comune nella zona. Su consiglio del dottore Marshall lasciò il Missouri nella speranza di migliorare la propria salute. Si unì ad una carovana di emigranti diretti ad ovest nella Willamette Valley in Oregon nella primavera del 1845. Partì dall'Oregon nel giugno 1845 diretto a sud lungo il Siskiyou Trail fino in California, dove a metà luglio raggiunse Sutter's Fort, un insediamento agricolo. Sutter, il fondatore di Sutter's Fort, era anche alcalde della zona, dato che nel 1845 la California faceva ancora parte del Messico. Sutter assunse Marshall per aiutarlo nel lavoro alla segheria ed in generale nel forte (soprattutto per la carpenteria). Aiutò anche Marshall ad acquistare due leghe di terra sulla riva settentrionale di Butte Creek (immissario del fiume Sacramento) e gli fornì del bestiame. Fu qui che Marshall iniziò il suo secondo lavoro di agricoltore.
Poco dopo scoppiò la guerra messico-statunitense nel maggio 1846. Marshall si arruolò volontario e prestò servizio con il battaglione California del capitano John Charles Frémont durante la rivolta della Repubblica della California. Quando lasciò il battaglione e tornò al proprio ranch all'inizio del 1847 scoprì che tutto il suo bestiame era stato ucciso o rubato. Avendo perso l'unica sua fonte di guadagno, Marshall perse il terreno.

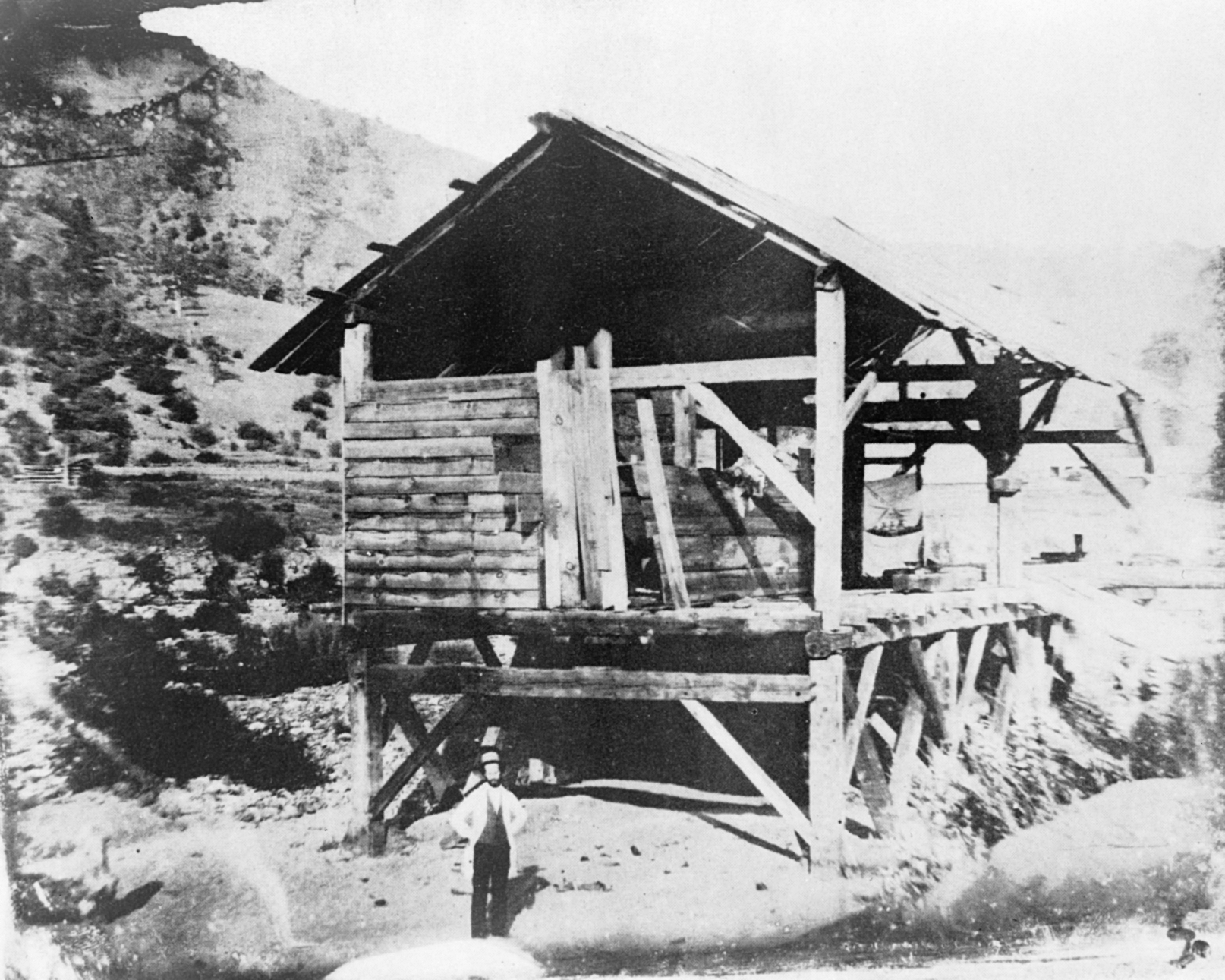
Secondo la didascalia di questa foto esposta nella Biblioteca del Congresso si tratterebbe di Marshall di fronte alla segheria nel 1850. Gli storici del Marshall Gold State Historic Park, però, hanno concluso che non sia Marshall e credono che si tratti dell'assistente del fotografo, messo lì come riferimento per la dimensione.

Poco dopo Marshall entrò in società con Sutter per la costruzione di una segheria. Marshall avrebbe dovuto sorvegliare la costruzione e il funzionamento della segheria, ed in cambio avrebbe ricevuto una parte del legname. Dopo aver controllato le aree circostanti in cerca di un posto adatto, scelse Coloma, circa 60 km a monte di Sutter's Fort lungo il fiume American. Propose il proprio progetto a Sutter e la costruzione iniziò a fine agosto. Il suo gruppo era composto soprattutto da nativi americani e veterani del battaglione mormone diretti a Salt Lake City, nello Utah.
I lavori proseguirono fino a gennaio 1848, quando si scoprì che il canale d'acqua della segheria era troppo stretto e poco profondo per essere utilizzato. Marshall decise di usare la forza naturale del fiume per scavare ed allargare il canale. Poteva essere fatto solo di notte, per non mettere in pericolo le vite degli operai che lavoravano nella segheria durante il giorno. Ogni mattino Marshall esaminava il risultato degli scavi della notte.

## Scoperta dell'oro

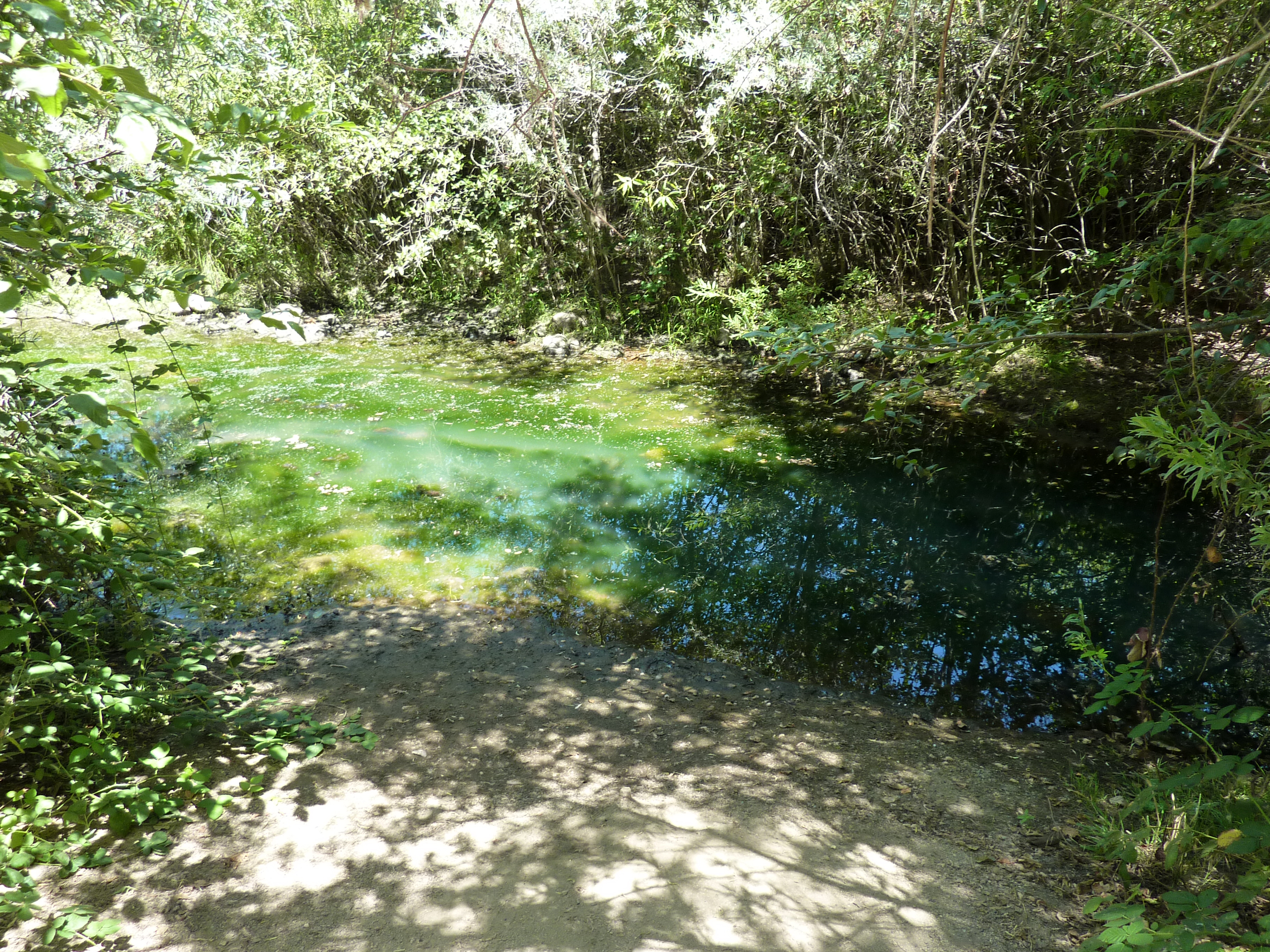
Punto in cui Marshall scoprì l'oro che diede il via alla corsa all'oro californiana

Il mattino del 24 gennaio 1848 Marshall stava esaminando il canale posto sotto la segheria quando notò alcune macchioline luccicanti sul letto del canale. Come in seguito disse Marshall:
"Cos'è?" chiese Scott.
 
"Oro", risposi.

"Oh! no", replicò Scott, "Non può essere".

Dissi,--"So che non può essere nient'altro".»
(James Wilson Marshall)
Fu confermato che il metallo era oro dopo che membri del gruppo di Marshall provarono a bollirlo in una soluzione di liscivia ed a martellarlo per testarne la malleabilità. Marshall, preoccupato principalmente del completamento della segheria, permise ai suoi uomini di cercare l'oro nel tempo libero.
Quando Marshall tornò a Sutter's Fort, quattro giorni dopo, la guerra era finita e la California stava diventando un possedimento statunitense. Marshall condivise la propria scoperta con Sutter, il quale fece altre prove sull'oro e disse a Marshall che era "di ottima qualità, di almeno 23 carati [96% di purezza]".

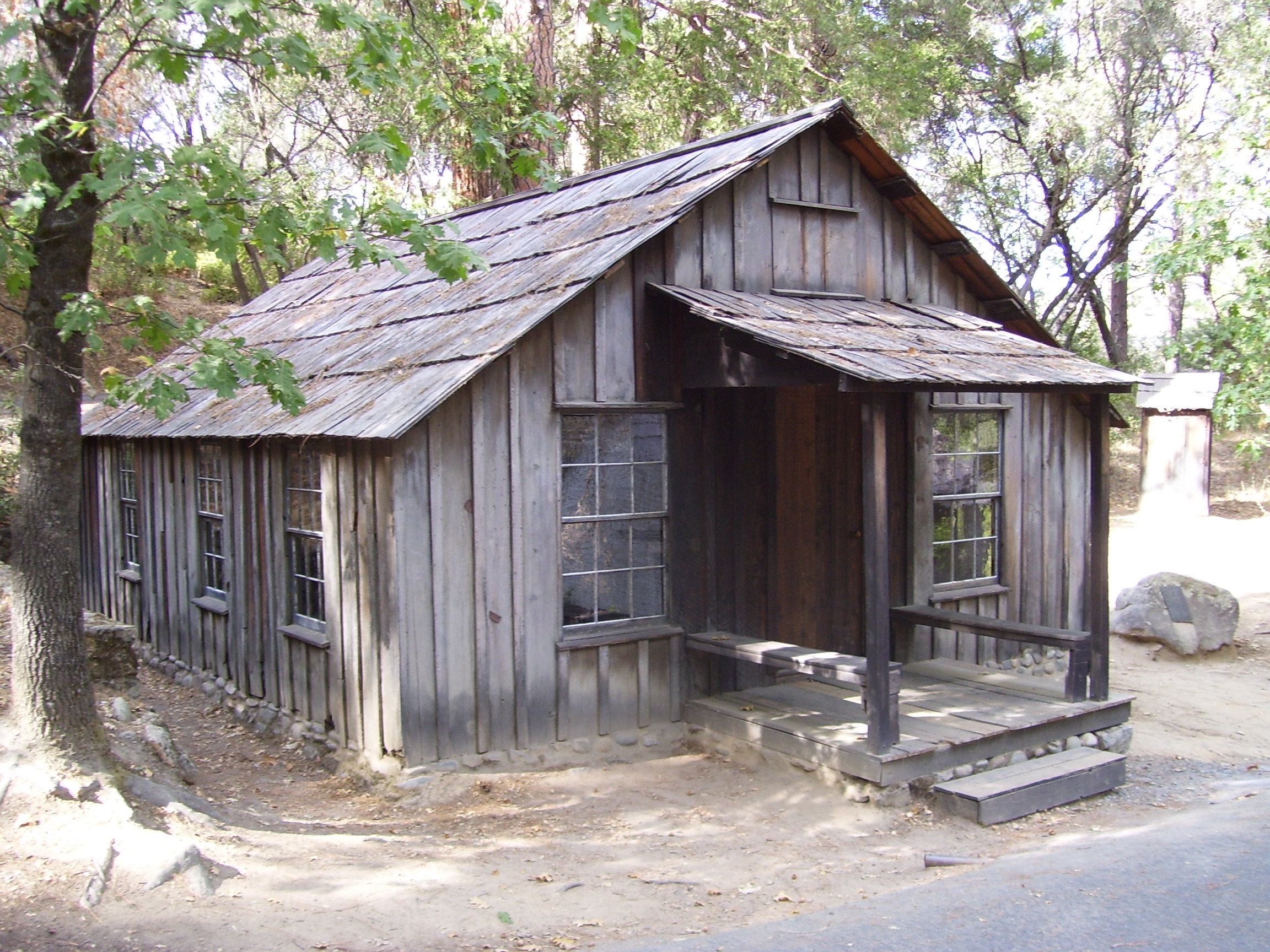
Baracca di Marshall a Coloma, California

La notizia della scoperta si diffuse velocemente. L'impatto per Marshall fu negativo. La sua segheria fallì quando tutti gli uomini abbandonarono il lavoro per dedicarsi alla ricerca dell'oro. Nel giro di poco tempo giunsero orde di cercatori che lo cacciarono dalla sua terra. Poco dopo Marshall abbandonò la zona.
Marshall tornò a Coloma nel 1857 facendo un relativo successo negli anni 1860 con la creazione di una vigna. Questa avventura finì con un fallimento verso la fine del decennio, soprattutto per le alte tasse e la competizione sfrenata. Tornò ad esplorare nella ricerca di fortuna.
Divenne socio di una miniera d'oro nei pressi di Kelsey (California) ma la miniera non produsse nulla e lasciò Marshall praticamente in bancarotta. La legislatura della California gli conferì una pensione di due anni nel 1872 come ringraziamento per aver scatenato una nuova era per la storia californiana. Gli fu rinnovata nel 1874 e nel 1876, ma fu poi lasciata scadere nel 1878. Marshall, senza un soldo, finì a vivere in una baracca.
Marshall morì a Kelsey il 10 agosto 1885. Nel 1886 i membri della Native Sons of the Golden West, Placerville Parlor #9, decisero che la "Scoperta dell'Oro" meritava un monumento per segnalare il punto d'inizio. Nel maggio 1890, cinque anni dopo la morte di Marshall, Placerville Parlor #9 della Native Sons of the Golden West sostenne con successo l'idea di un monumento presso la legislatura che stanziò 9000 dollari per la sua costruzione e per una tomba visibile tuttora, primo monumento simile eretto in California. Una statua di Marshall si trova in cima al monumento, e segnala il punto i cui fu fatta la scoperta nel 1848. L'8 ottobre 2010 la Native Sons of the Golden West, Georgetown Parlor #91, ridedicò il monumento in occasione del 200º anniversario della nascita di James W. Marshall.